# 个人信息管理系统
个人信息管理系统（Personal information manager，簡稱PIM）是一种提供个人信息组织管理功能的应用软件。其目的是为了便于记录、跟踪和管理各种个人信息。
英国标准协会（BSI）于2009年正式发布BS 10012:2009个人信息管理体系(Personal Information Management System, PIMS)，此标准具体说明了对个人信息管理体系的各项要求，是对ISO27001信息安全管理体系在个人信息保护方面的进一步深化，以在个人数据利用与保护之间进行合理的平衡。

## 功能
个人信息管理系统一般包括以下功能：
- 个人笔记／日志
- 地址簿
- 列表（包括任务列表）
- 重要日期日历
  - 1998.3.1
  - 庆祝日
  - 约见日
- 电子邮件
- 传真通信
- 项目管理功能
- RSS/Atom 输出

## 产品
一些PIM软件产品能够通过计算机网络（包括手机ad-hoc网络传真，即MANETs）和其它的PIM设备实现同步。这个性能一般达不到即时持续的数据更新，不过基本可以实现不同电脑设备间及时快速更新，包括台式机、膝上电脑和个人数字助理。
在1992年Apple公司推出“PDA”（Personal digital assistant，个人数字助理）之前，手持个人信息组织器诸如Sharp Wizard和Psion就已经是某种个人信息管理系统（PIM’s）。